# Герб Северо-Западных территорий
Герб Северно-Западных территорий - один из официальных символов Северно-Западных территорий. Герб был разработан известным канадским экспертом по геральдике Аланом Беддо в начале 1950-х годов. 

На скошенном справа волнисто щите первое зелёное поле усеяно золотыми брусочками; во втором красном поле серебряная голова лесного зверя.
В зазубренной серебряной главе волнистый синий пояс, символизирующий долгожданный переход через полярные льды. Все элементы щита говорят о богатствах этой земли: лес, залежи минералов и пушнина.
Шлемовая эмблема: два противообращенных нарвала (живущее в полярных водах морское млекопитающее семейства дельфиновых), над которыми расположена серебряная звезда — символ Северного полюса.